# Vremja
Vremja (russisk: Вре́мя, tr. Vrémja; dansk: ~ Tid) er et russisk tv-nyhedsprogram.
Fra 1964 til 1991 blev Vremja vist på den sovjetiske kanal 1 og kanal 2 kl. 21.00 og en række lokale kanaler. Under Sovjetunionen udsendte Vremja nationale og internationale nyheder samt kulturstof, sportsnyheder og vejrudsigter.
Efter Sovjetunionens opløsning blev Vremja lukket i august 1991, men genåbnet i 1995 som russisk nyhedsprogram på den russiske Kanal 1, hvor det stadig er en populær nyhedskilde.